# پشچو
پشچو (به لهستانی:  Pszczew) یک روستا در لهستان است که در گمینا پشچو واقع شده‌است. پشچو ۱٬۸۲۶ نفر جمعیت دارد.